# Messor piceus
Messor piceus es una especie de hormiga del género Messor, subfamilia Myrmicinae. 

## Distribución
Esta especie se encuentra en Sudáfrica.